# Clothodidae
Clothodidae es una familia de insectos en el orden Embioptera. Existen unos 5 géneros y 18 especies descriptas en Clothodidae.

## Géneros
Estos cinco géneros pertenecen a la familia Clothodidae:
- Antipaluria Enderlein, 1912
- Chromatoclothoda Ross, 1987
- Clothoda Enderlein, 1909
- Cryptoclothoda Ross, 1987
- † Atmetoclothoda Engel & Huang, 2016